# Harry Opheij
Hendrikus Wilhelmus Gerardus (Harry) Opheij (Tegelen, 4 oktober 1929 – Tilburg, 22 januari 2018) was een Nederlands politicus van de KVP en later het CDA.
Rond 1947 begon hij zijn ambtelijke loopbaan en in 1966 werd hij in Amstelveen de directeur van de gemeentelijke dienst voor sport, jeugd en recreatiezaken. In april 1970 werd Opheij benoemd tot burgemeester van Bakel en Milheeze en maart 1976 volgde zijn benoeming tot burgemeester van Made en Drimmelen. In augustus 1982 werd Opheij de burgemeester van Oisterwijk wat hij tot begin 1990 zou blijven. Begin 2018 overleed hij op 88-jarige leeftijd.